# Franciszek Madej
Franciszek Madej, ps. Kret, Mgła, Mrówka (ur. 1912 w Zaburzu) – polski działacz społeczny oraz ruchu ludowego, żołnierz, komendant obwodu Zamość okręgu Lublin Batalionów Chłopskich.

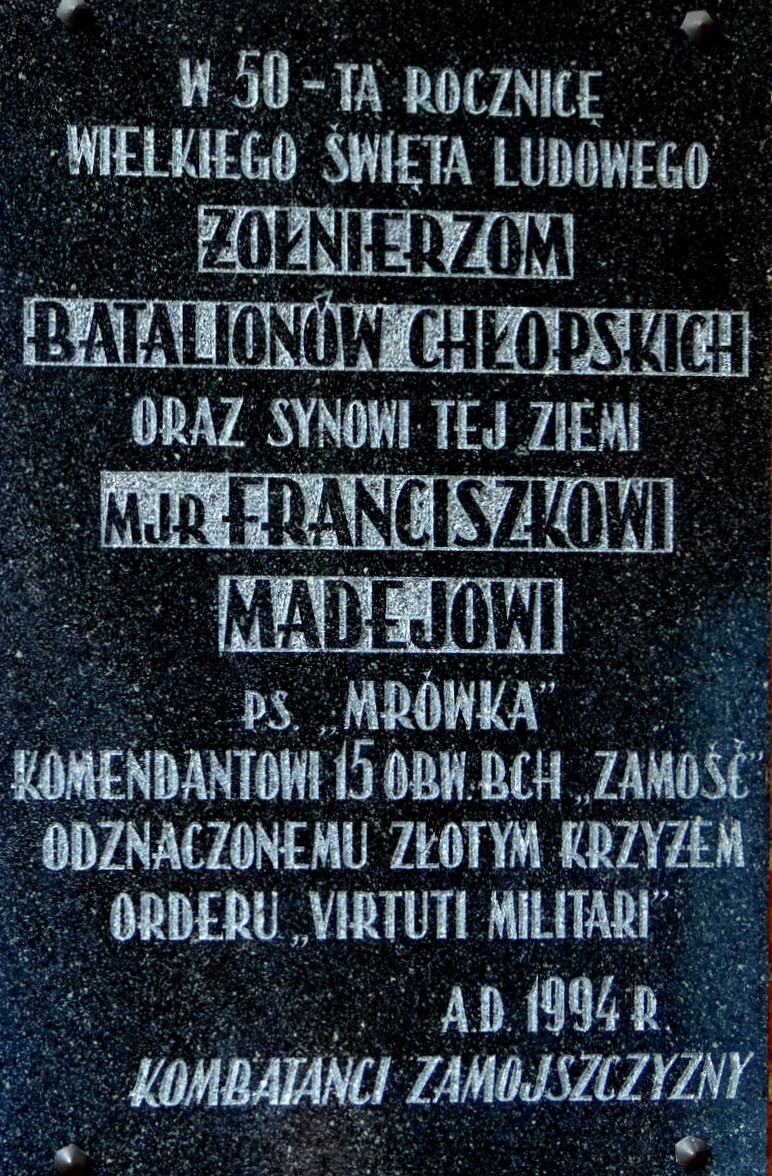
Tablica upamiętniająca Franciszka Madeja w kościele w Mokremlipiu

## Życiorys
Urodził się jako syn Antoniny. W młodości mieszkał w Mokremlipiu. Był aktywistą Stronnictwa Ludowego i ZMW „Wici”. Podczas okupacji działał w ramach Stronnictwa Ludowego „Roch” i Batalionów Chłopskich. Wchodził w skład komendy obwodu Zamość tej organizacji, a w kwietniu 1943 został komendantem obwodu Zamość. Wiosną 1944, po scaleniu z AK, stanął na czele LSB w powiecie. Był redaktorem prasy podziemnej – „Ziemi wysiedlonych” i „Nowego życia”.
Jego powojenne losy są nieznane.